# Strenice
Strenice település Csehországban, a Mladá Boleslav-i járásban. Strenice Bezno, Krnsko, Sovínky, Jizerní Vtelno, Niměřice, Rokytovec és Pětikozly településekkel határos. Lakosainak száma 198 fő (2024. január 1.).

## Népesség
A település lakosságának változását az alábbi diagram mutatja:
| Lakosok száma | 400  | 525  | 482  | 316  | 200  | 185  | 180  | 185  | 200  | 198  |
|               | 1869 | 1900 | 1921 | 1961 | 1980 | 2011 | 2016 | 2019 | 2021 | 2024 |